# HD 174366
HD 174366，又名BD+48 2767，SAO 47815、HR 7090，是一颗恒星，视星等为6.4，位于銀經78.48，銀緯20.74，其B1900.0坐标为赤經18h 45m 3.3s，赤緯+48° 20.74′ 45″。